# مسجد صباح (ماليزيا)
مسجد صباح (بالملايو: Masjid Negeri Sabah ) هو مسجد الدولة من اقليم صباح، يقع المسجد في جالان تنكو عبد الرحمن في سيمبولان في مدينة كوتا كينابالو في اقليم صباح في ماليزيا، تم بناء المسجد في عام 1974، وقبرة وضريح صباح يقع بالقرب من المسجد .

## الضريح
تحتوي مقبرة وضريح صباح على العديد من الشخصيات السياسية ومنهم :
- تون فؤاد ستيفنز (دونالد ستيفنس) : حاكم ولاية صباح في الفترة (1973 - 1975) ورئيس الوزراء في اقليم صباح في الفترة (1963 - 1964، 1976) توفي في العام 1976 .
- تون محمد حمدان عبد الله : حاكم ولاية صباح في الفترة (1975 - 1977) توفي عام 1977 .
- تون بنجيران أحمد رافعي : حاكم ولاية صباح في الفترة (1965 - 1973) توفي عام 1995 .
- تون سيد كيرواك : حاكم ولاية صباح في الفترة (1987 - 1994) توفي عام 1995 .
- تون محمد عدنان روبرت : حاكم ولاية صباح في الفترة (1979 - 1987) توفي عام 2003 .